# 住之江公園車站
住之江公園車站（日语：／ Suminoe-kōen eki */?）是位於日本大阪府大阪市住之江區，由大阪市高速電氣軌道（大阪地下鐵）所經營的鐵路車站。本站是地下鐵四橋線與通常被慣稱為「新電車」（NewTram）的自動導引中運量大眾運輸系統路線南港港城線的銜接車站。本站在四條線上所使用的車站編號為Y21，在南港港城線上所使用的編號則為P18。

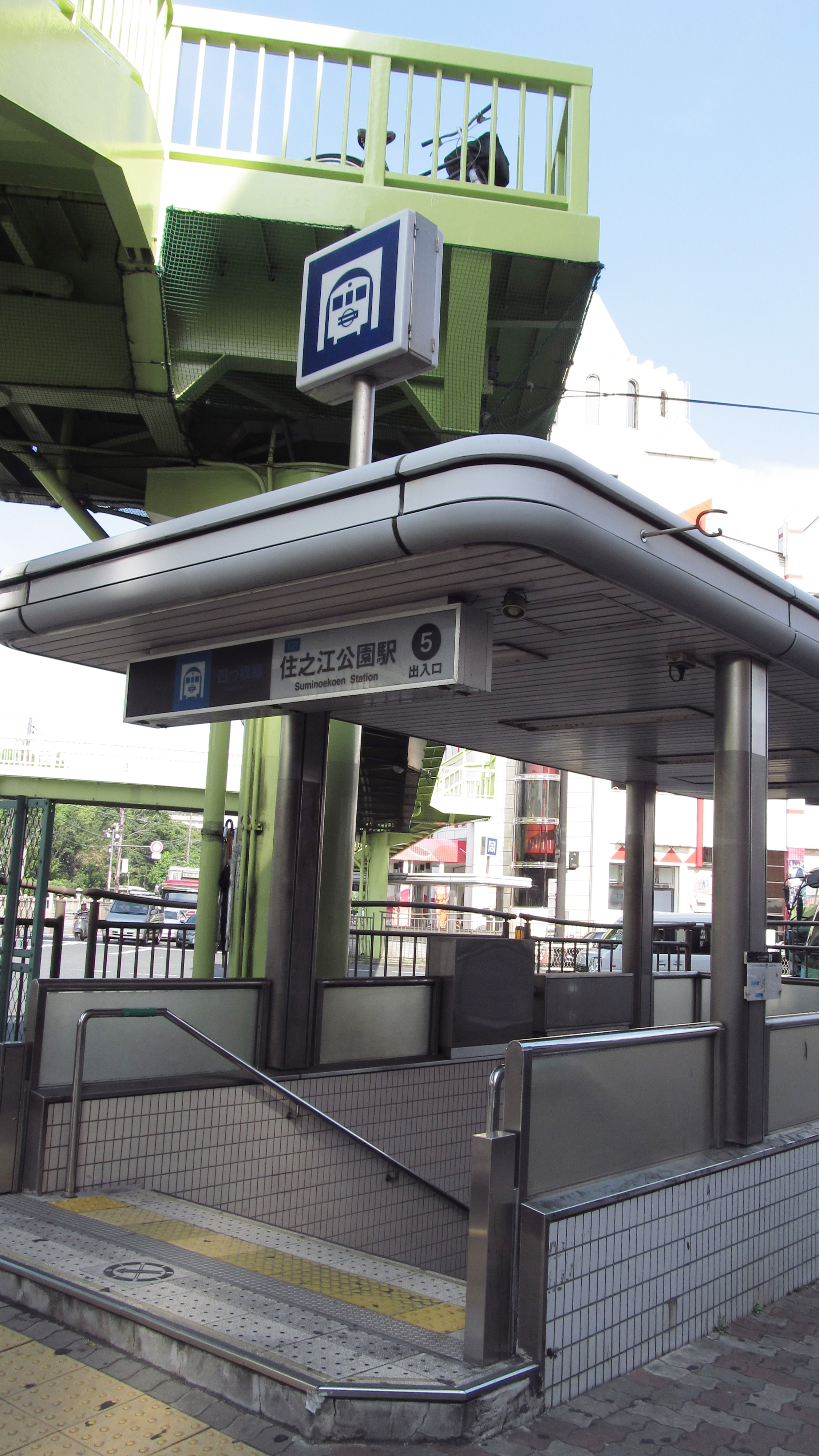
四橋線的5號出入口(2014年7月)
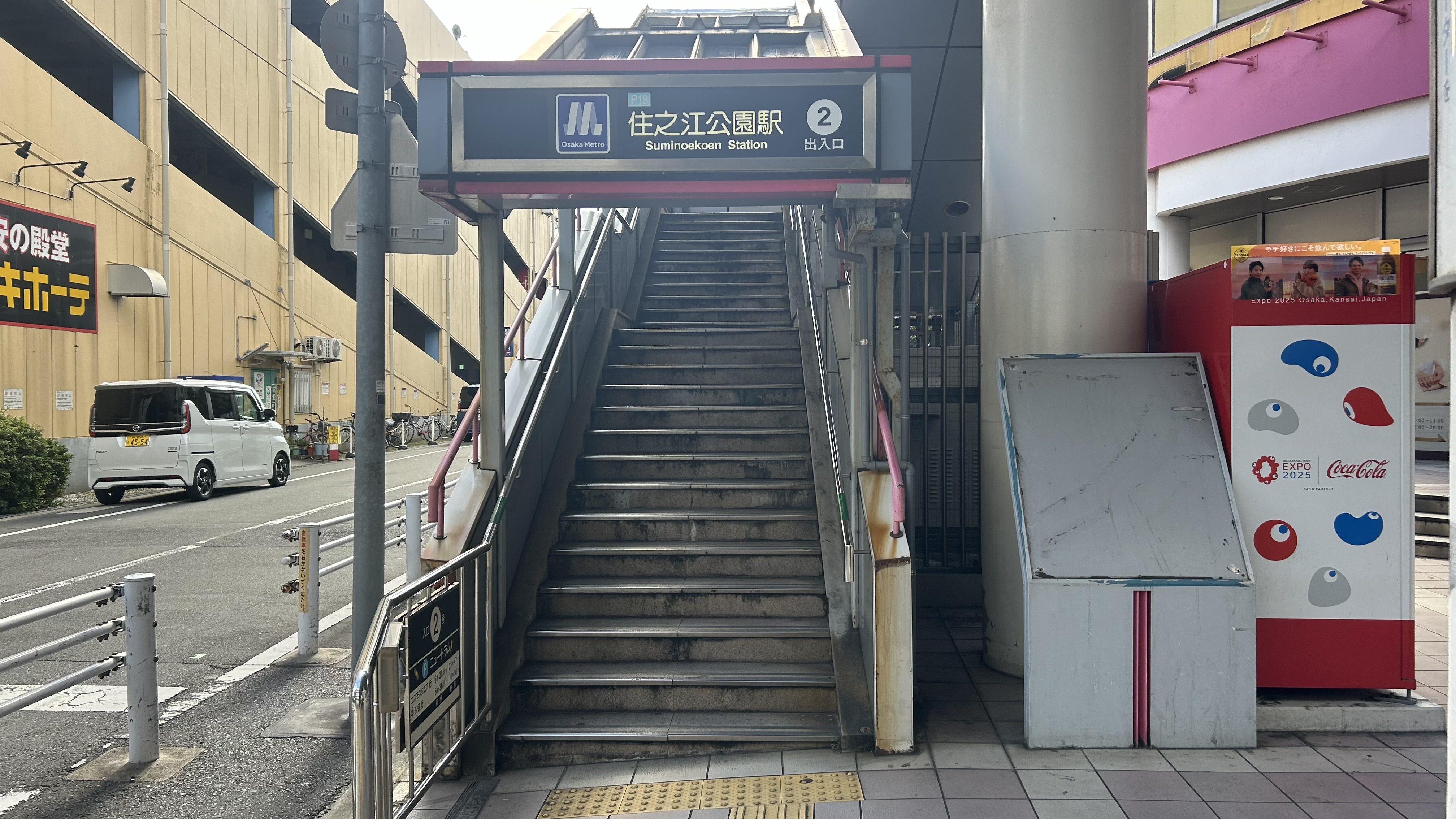
南港港城線的2號出入口

## 簡介
由於本站鄰近住之江競艇場，為配合舉辦競艇比賽的期間大量湧入站内的旅客，站方在站區內設置大量的自動售票機，但平日則因通勤旅客數量有限，因此大多處於關機停用的狀態。
除了競艇場之外，位於南港地區的大型展覽場館Intex大阪也是本站附近重要的設施與主要旅客來源之一，其為日本第三大展覽館，規模僅次於東京台場的東京Big Sight、以及千葉的幕張展覽館。
除了四橋線與南港港城線外，住之江公園也是規劃中的大阪市營地下鐵9號線（又暫名「敷津長吉線」）之起點車站，但因建設經費的籌措問題，該線的建設計畫尚未實際落實。

## 車站

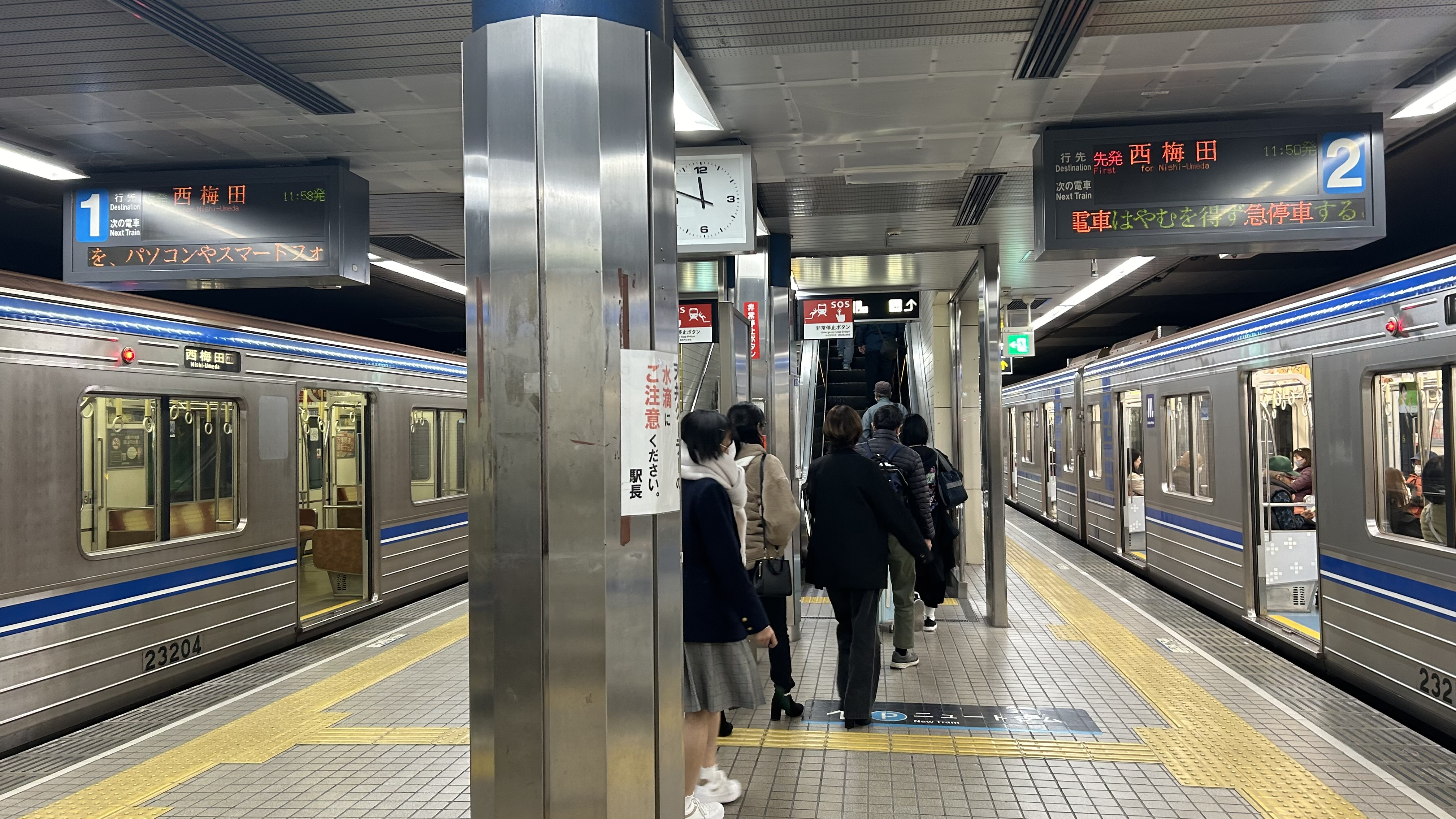
四橋線的月台

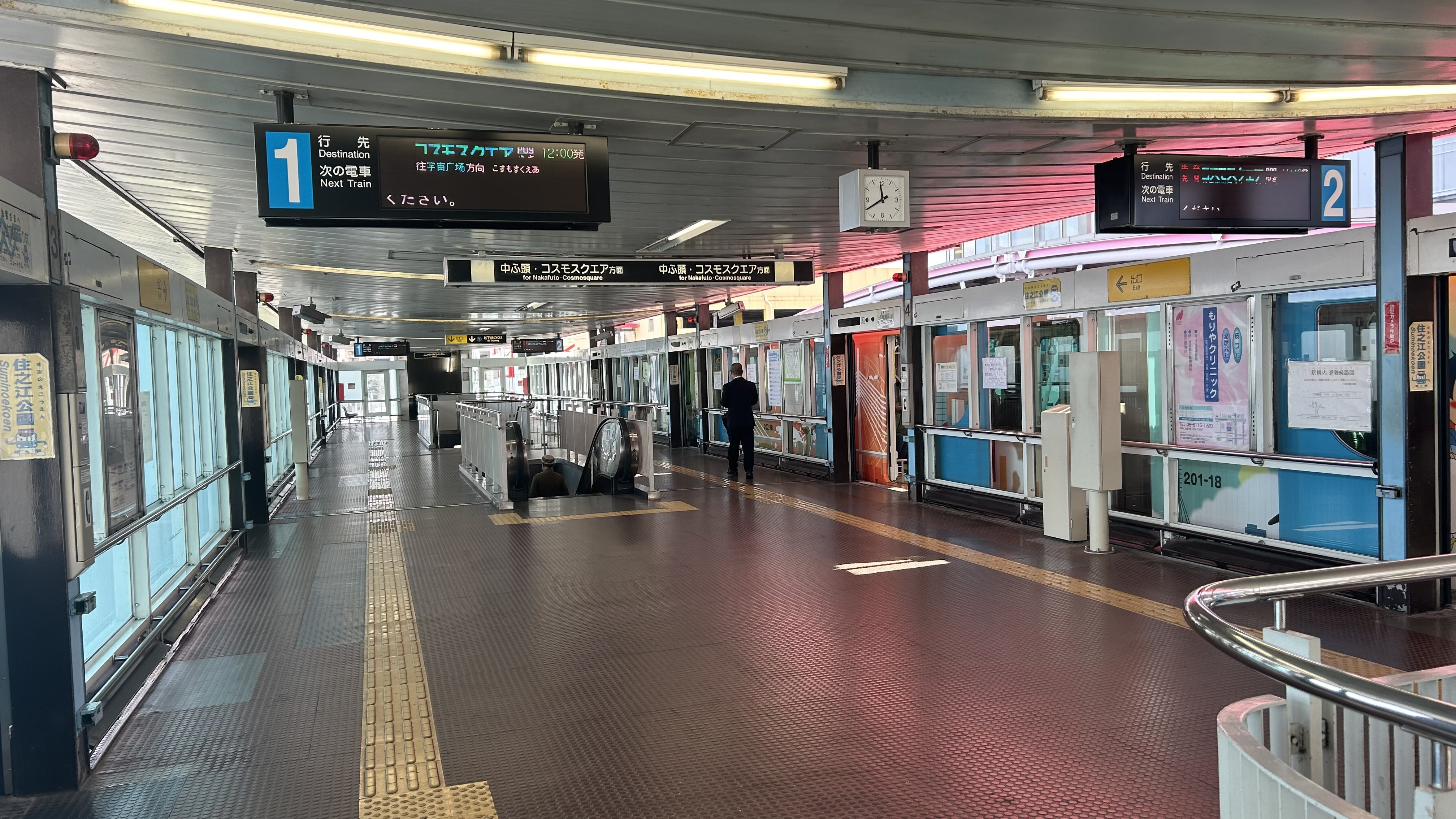
南港港城線的月台

本站同時擁有地下與高架的站體，其中地下部分是地下鐵四橋線所使用的月台區，採一座島式月台兩條乘車線的設計。至於使用橡膠輪驅動的中運量有軌運輸系統南港港城線，則採此類運輸系統常見的高架設計，其中車站二樓為車站大廳與檢票口，三樓則是月台區，也是一座島式月台兩條乘車線的設計。乘客可搭乘直達電梯在兩條路線所屬、垂直高度差非常多的月台區之間快速轉運，但因為兩系統同屬大阪市交同局所經營，因此中間並不需通過任何檢票口。

### 月台配置
| 月台           | 路線       | 目的地                     |            |
| 四橋線月台     | 四橋線月台 | 四橋線月台                 | 四橋線月台 |
| -------------- | ---------- | -------------------------- | ---------- |
| 1、2           | 四橋線     | 往大國町、難波、西梅田方向 |            |
| 南港港城線月台 |            |                            |            |
| 1、2           | 南港港城線 | 往中埠頭、宇宙廣場方向     |            |

## 利用狀況
2018年11月13日1日上下車人次為31,668人（上車人次：15,959人，下車人次：15,709人）。
| 年度   | 調查日   | 上車人次 | 下車人次 | 上下車人次 |
| ------ | -------- | -------- | -------- | ---------- |
| 1990年 | 11月06日 | 12,178   | 11,363   | 23,541     |
| 1995年 | 2月15日  | 18,322   | 17,692   | 36,014     |
| 1998年 | 11月10日 | 13,242   | 12,695   | 25,937     |
| 2007年 | 11月13日 | 13,906   | 13,456   | 27,362     |
| 2008年 | 11月11日 | 14,588   | 14,534   | 29,122     |
| 2009年 | 11月10日 | 13,857   | 13,295   | 27,152     |
| 2010年 | 11月09日 | 14,943   | 14,649   | 29,592     |
| 2011年 | 11月08日 | 16,854   | 16,792   | 33,646     |
| 2012年 | 11月13日 | 16,030   | 15,608   | 31,638     |
| 2013年 | 11月19日 | 15,228   | 14,909   | 30,137     |
| 2014年 | 11月11日 | 15,195   | 14,927   | 30,122     |
| 2015年 | 11月17日 | 15,655   | 15,523   | 31,178     |
| 2016年 | 11月08日 | 15,231   | 15,199   | 30,430     |
| 2017年 | 11月14日 | 15,531   | 15,335   | 30,866     |
| 2018年 | 11月13日 | 15,959   | 15,709   | 31,668     |

## 歷史
- 1972年（昭和47年）11月9日：地下鐵四橋線玉出～住之江公園間路段通車，本站同時啟用。
- 1981年（昭和56年）3月16日：南港港城線啟用，本站成為轉車站。
- 1993年（平成5年）10月5日：住之江公園車站內的新電車站區發生車輛暴衝的事故，共有215人受傷，意外發生後南港港城線立刻停止營運，一直到11月19日才恢復通車。
- 2018年（平成30年）4月1日：大阪市交通局民營化，成立非上市公司大阪市高速電氣軌道經營原交通局所擁有的各路線，本站也隨之成為該公司旗下的車站。

## 相鄰車站
大阪市高速電氣軌道（大阪地下鐵）
 四橋線
北加賀屋（Y20）－住之江公園（Y21）
 南港港城線（新電車）
平林（P17）－住之江公園（P18）

## 外部連結
- 車站Guide：住之江公園（四橋線） - Osaka Metro
- 車站Guide：住之江公園（南港港城線） - Osaka Metro

34°36′33″N 135°28′19″E / 34.60917°N 135.47194°E